# Geomys texensis
Geomys texensis — вид гризунів родини Geomyidae. Це ендемік центрального Техасу в Сполучених Штатах.

## Морфологічна характеристика
Geomys texensis дуже схожий на своїх близьких родичів, Geomys bursarius та Geomys knoxjonesi, і ці три види важко розрізнити візуально. Середня довжина самців 18 см, а самок 15 см; обидві статі мають хвіст довжиною близько 6 або 7 см. Шерсть більшої частини тіла коричнева, з більш блідим жовтуватим коміром навколо горла та білими нижньою частиною та лапами. Зимова шерсть темніша за літню, низ іноді блідо-сірий.

## Розповсюдження
Geomys texensis в основному можна знайти в Центральному Техасі. Північні екземпляри мешкають на ділянках вздовж округів Мак-Калох, Сан-Саба та Лампасас, а також поширюються до округів Завала, Фріо та Медіна на півдні.

## Біологія
Як випливає з назви, вид зустрічається лише в Центральному Техасі, де він мешкає на ділянках із суглинистими ґрунтами, придатними для копання. Це поодинокі тварини, які живуть у системах тунелів, які зазвичай перебувають на відстані щонайменше 2 м один від одного. Нори містять кілька камер, включаючи сховки для їжі та вбиральні на додаток до камер для відпочинку, а також вертикальні штопорні тунелі для відлякування хижаків. Вони народжують виводок раз на рік.